# Luftrettung in Italien
Die Luftrettung in Italien gehört wie das Gesundheitswesen zum Zuständigkeitsbereich der italienischen Regionen und autonomen Provinzen. In der Regel stellen private Betreiber wie INAER Helicopter Italia die Rettungshubschrauber, aber auch die Feuerwehr, die Finanzwache und andere staatliche Organisationen wie die Carabinieri. Die Anforderung erfolgt über die Notrufnummern der Rettungsdienste oder durch die Rettungsdienste vor Ort.

## Geschichte
Seit Anfang der 1920er Jahre übernehmen Luftfahrzeuge der Streitkräfte auch Luftrettungsaufgaben für die Allgemeinheit. Mit dem Aufbau eines zivilen Luftrettungssystems begann man 1984. Im Zug des schrittweisen Ausbaus zogen sich die Streitkräfte auf Such- und Rettungsdienste bei größeren Notfällen in der Luft- und Seefahrt zurück, so wie es internationale Abkommen vorsehen. Ansonsten spielen sie bei der Luftrettung auf See und in Gegenden, in denen keine oder wenige zivile Rettungshubschrauber vorhanden sind, weiterhin eine wichtige Rolle. In Italien gibt es heute über 40 RTH-Stützpunkte ziviler Betreiber, wodurch das Netz fast flächendeckend ist.

## Hubschrauber und Stützpunkte
Nachstehend eine von Norden nach Süden geordnete kurze Darstellung des zivilen Luftrettungswesens in den italienischen Regionen und autonomen Provinzen:

### Trentino-Südtirol

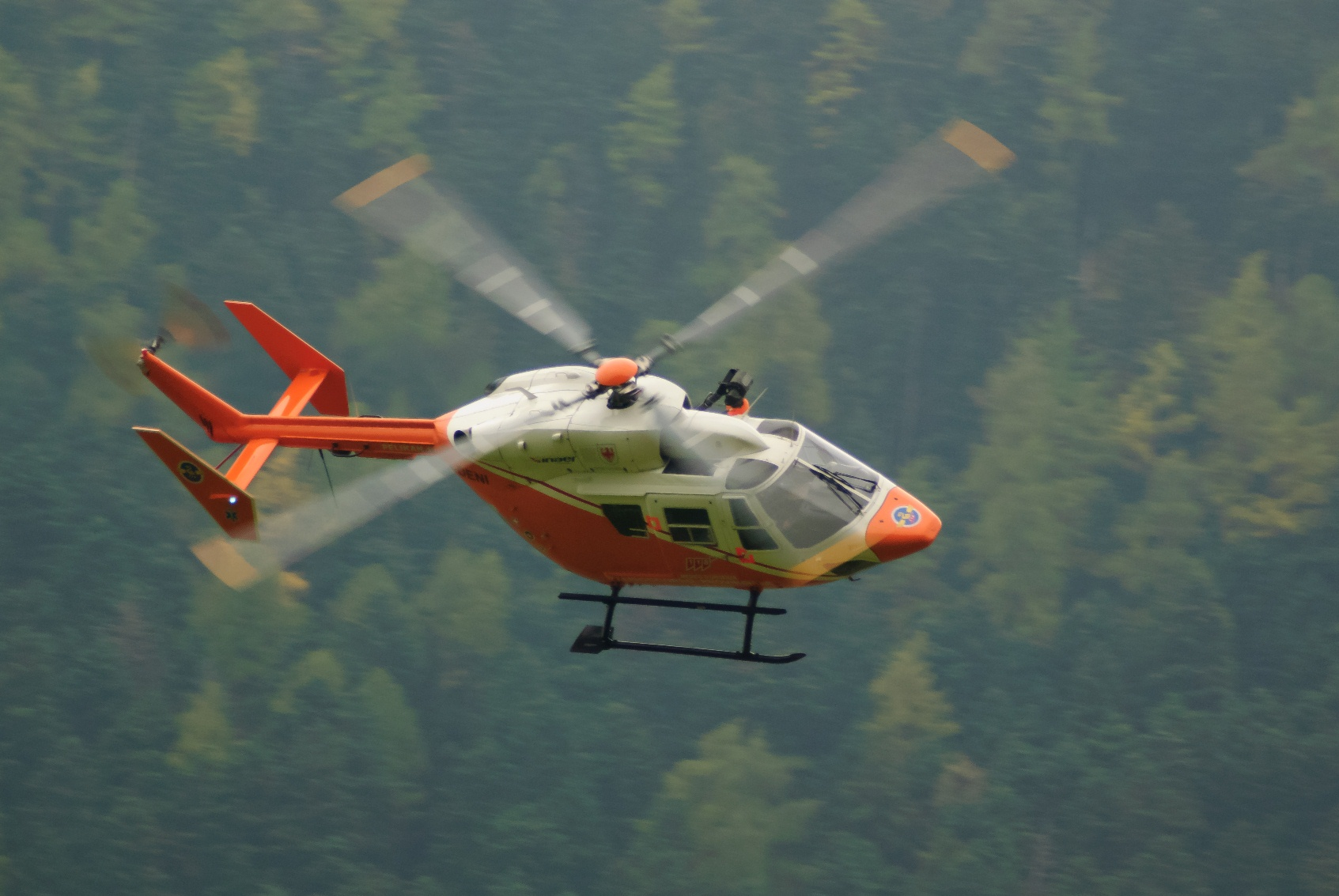
Der bis 2015 eingesetzte RTH BK 117 Pelikan 1 der Landesflugrettung Südtirol

#### Südtirol
In der Autonomen Provinz Bozen – Südtirol sind derzeit vier Rettungshubschrauber stationiert, die am Tage im Einsatz sind. Der Verein HELI – Flugrettung Südtirol betreibt die Hubschrauber Pelikan 1, Pelikan 2 und Pelikan 3 in Bozen, Brixen und Laas. Bei der Flugrettung Südtirol handelt es sich um einen Zusammenschluss des in Südtirol landesweit präsenten Landesrettungsdienstes Weißes Kreuz, des Bergrettungsdienstes im Alpenverein Südtirol (AVS-BRD) und der Nationalen Berg- und Höhlenrettung (CNSAS) im italienischen Alpenverein (Club Alpino Italiano). Die Hubschrauber werden von INAER Helicopter Italia gestellt.
Einen vierten Hubschrauber stellt Aiut Alpin Dolomites, ein Zusammenschluss von 16 Bergrettungs-Mannschaften aus der Dolomitengegend, in Pontives in Gröden. Dieser Hubschrauber ist nur in den Winter- und Sommermonaten in Bereitschaft.
Die Alarmierung der Notarzthubschrauber erfolgt über die Landesnotrufzentrale Bozen.
| Rufname    | Ort    | Betreiber                   | Flugbetrieb durch       | Lage                | Internet   | Bemerkung               |
| ---------- | ------ | --------------------------- | ----------------------- | ------------------- | ---------- | ----------------------- |
| Aiut Alpin | Lajen  | HELI – Flugrettung Südtirol | Auit Alpin Dolomites    | 46.586955 11.630326 | Datenblatt |                         |
| Pelikan 1  | Bozen  | HELI – Flugrettung Südtirol | INAER Helicopter Italia | 46.497487 11.305341 | Datenblatt |                         |
| Pelikan 2  | Brixen | HELI – Flugrettung Südtirol | INAER Helicopter Italia | 46.725092 11.648    | Datenblatt |                         |
| Pelikan 3  | Laas   | HELI – Flugrettung Südtirol | INAER Helicopter Italia | 46.62037 10.685654  | Datenblatt | Probebetrieb (bis 2024) |

#### Trentino
Die ebenso autonome Nachbarprovinz Trentino unterhält drei Rettungshubschrauber (einen Eurocopter AS 365N3 Dauphin und zwei AgustaWestland AW139) sowie zwei Arbeitshubschrauber vom Typ Eurocopter AS 350B3 Écureuil. Mit den drei Rettungsmaschinen garantiert sie einen rund um die Uhr Dienst (H24), während die zwei Arbeitshubschrauber bei Großereignissen, Waldbränden oder sonstigen gemeinnützigen Transporten zum Einsatz kommen. Die Staffel wird von der Berufsfeuerwehr Trient betrieben und hat im Jahre 2009 ihr 50-jähriges Bestehen gefeiert.
Nach Einführung einer einheitlichen Notrufzentrale in der Region Trentino-Südtirol mit Standorten in Bozen und Trient ist die Alarmierung seit 17. Oktober 2017 über die einheitliche europäische Notrufnummer 112 möglich.

### Venetien und Friaul-Julisch Venetien
In Venetien stehen Rettungshubschrauber in Padua, Treviso, Belluno und Verona bereit, in Friaul-Julisch Venetien in Udine.

### Lombardei
In der Lombardei stehen Rettungshubschrauber in Mailand, Como, Bergamo, Brescia und Sondrio bereit.

### Aostatal, Piemont und Ligurien
Das Aostatal begann 1981 mit der Erprobung eines regionalen Luftrettungswesens. Auf dem Flughafen Aosta stehen ein AW139 und ein AB412 bereit, wobei letzterer in Reserve gehalten wird und nur in der Hochsaison voll ausgelastet ist. Es werden rund 750 Einsätze jährlich verzeichnet, auf einer durchschnittlichen Höhe von 2.500 Metern.
In der Region Piemont gab es lange Zeit fünf Standorte in Turin, Novara, Cuneo, Vercelli und Alessandria. 2012 wurde der Standort Novara aufgegeben, auch wegen der sicherheitsbedingten Nutzungseinschränkung des Hubschrauberlandeplatzes beim örtlichen Krankenhaus.
Ligurien stützt sich seit längerer Zeit auf eine Hubschrauber-Einheit der Feuerwehr in Genua.

### Emilia-Romagna und Marken

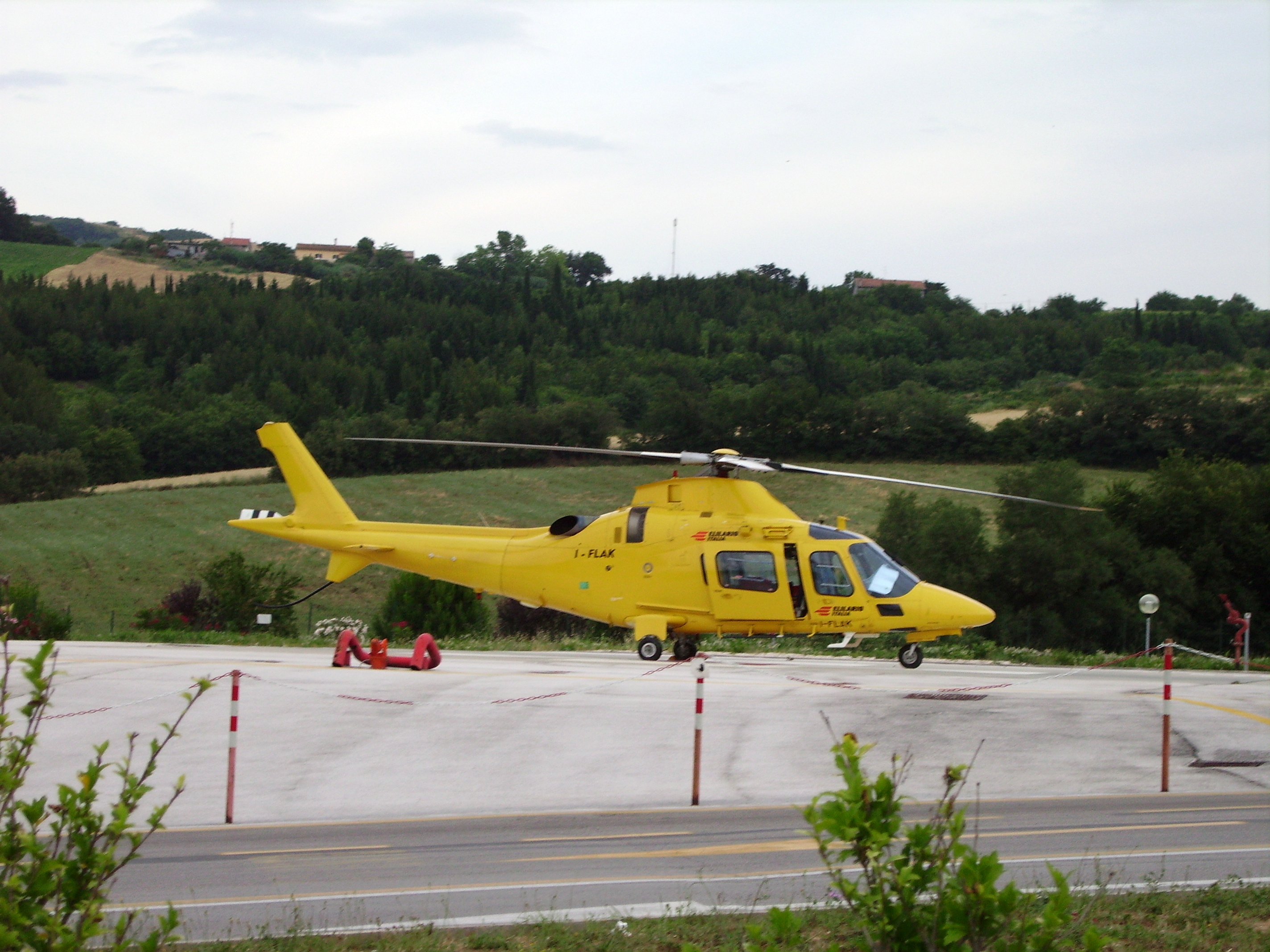
RTH Icaro beim Krankenhaus Torrette in Ancona (Marken)

In der Emilia-Romagna stehen Rettungshubschrauber in Bologna, Ravenna und Parma bereit. In dieser Region wurde der Luftrettungsdienst im Jahr 1986 in Bologna eingeführt, Ravenna kam 1987 dazu, Parma 1988.
Die Region Marken verfügt seit 1987 über einen Rettungshubschrauber, der beim Krankenhaus Torrette in Ancona stationiert ist. Ein weiterer Hubschrauber wurde zumindest 2009 und 2010 in Zusammenarbeit mit Umbrien zwischen Foligno und Fabriano betrieben.

### Toskana

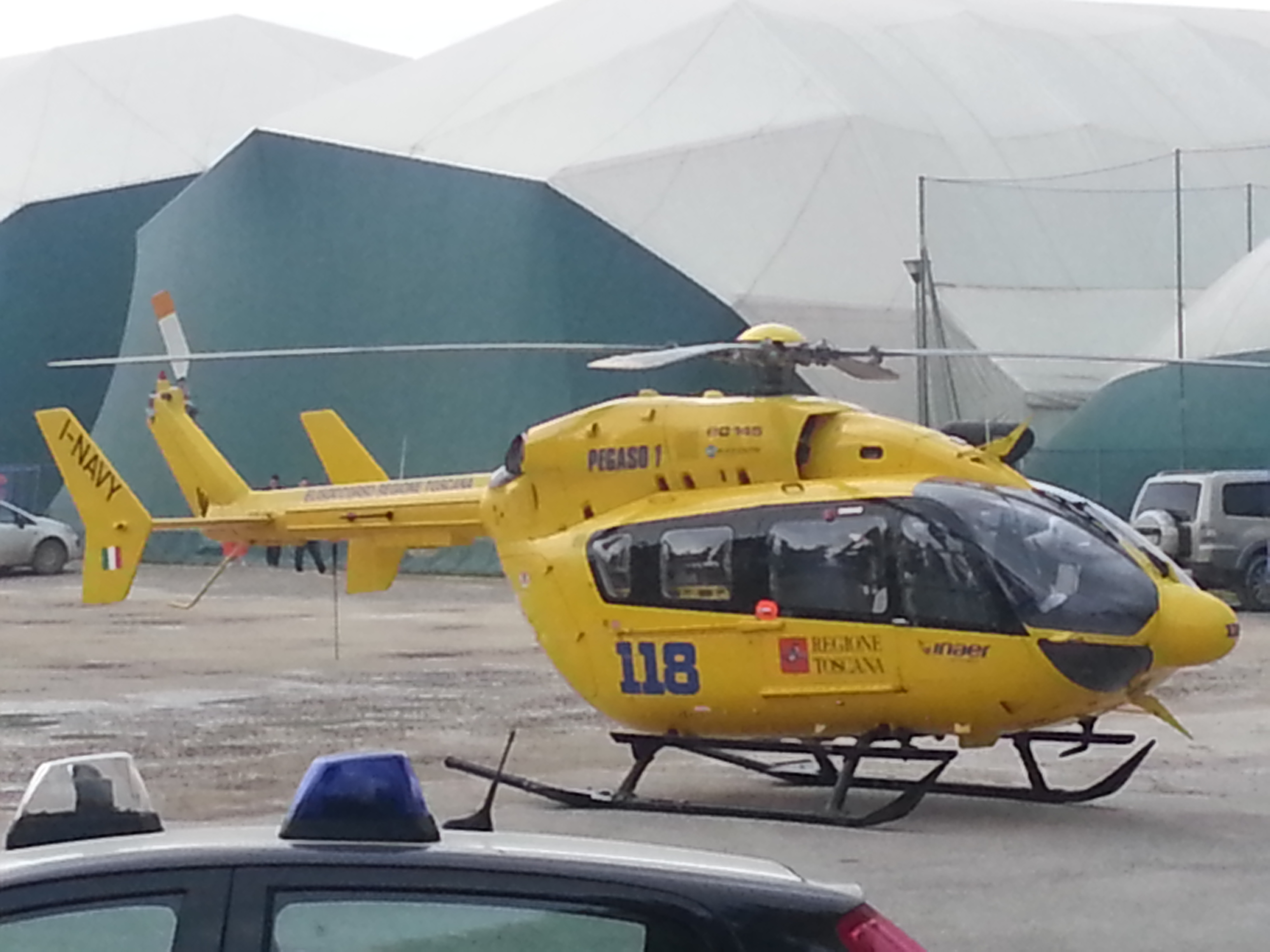
Elisoccorso Pegaso 1 Toskana

Die drei Rettungshubschrauber der Toskana sind nach dem Wappentier der Region benannt, dem Pegasus. Pegaso 1 ist in Florenz stationiert, Pegaso 2 in Grosseto, Pegaso 3 in Massa.

### Latium und Umbrien
In der Region Latium stehen drei Rettungshubschrauber in Rom-Ciampino, Viterbo und Latina bereit. Umbrien kooperiert mit der Region Marken, möchte aber ein eigenes Luftrettungswesen einrichten. Es gibt einen Stützpunkt am Flughafen Foligno.

### Abruzzen und Molise
Die Region Abruzzen verfügt über zwei Rettungshubschrauber, die in L’Aquila und Pescara stationiert sind. Molise hat kein regionales Luftrettungswesen aufgebaut.

### Apulien und Basilikata
In Apulien befinden sich Rettungshubschrauber in Bari und Foggia. Die Region Basilikata begann 1985 mit dem Aufbau eines Luftrettungswesens und hat heute insgesamt zwei Hubschrauber in  Potenza und Matera.

### Kampanien und Kalabrien
Kampanien unterhält zwei Rettungshubschrauber in Neapel und Salerno, Kalabrien drei in Cosenza, Catanzaro und Reggio Calabria.

### Sizilien
Auf Sizilien stehen Rettungshubschrauber in Palermo, Messina, Catania und Caltanissetta zur Verfügung, sowie auf den kleinen Inseln Pantelleria und Lampedusa, womit das gesamte Gebiet der Region abgedeckt ist.

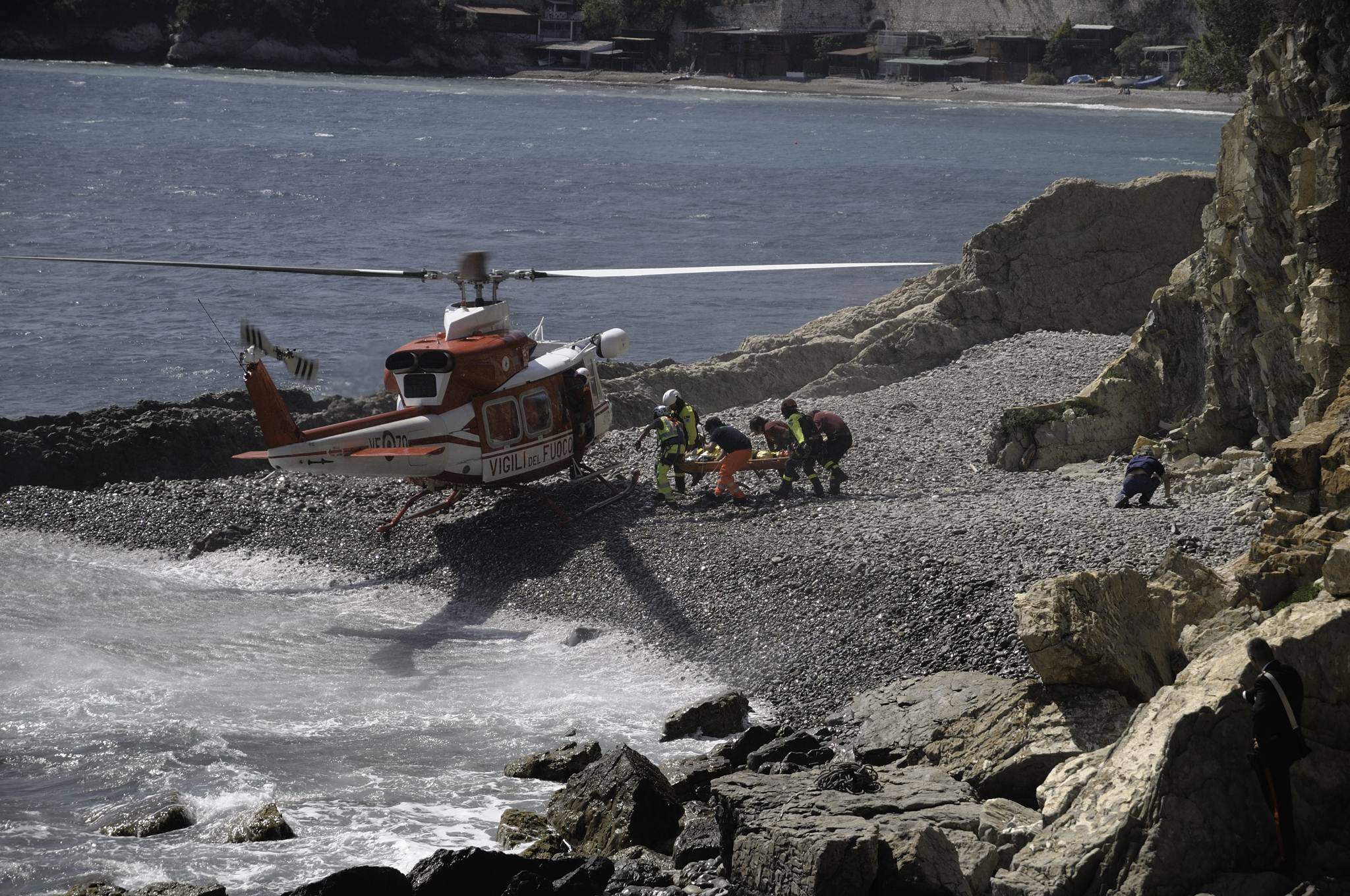
RTH der italienischen Feuerwehr

### Sardinien
Auf Sardinien gibt es einen zivilen Luftrettungsdienst erst seit dem 1. Juli 2018. Das Unternehmen Airgreen Srl übernimmt im Auftrag der Region die Luftrettung mit drei Hubschraubern: einem AW139 mit Stützpunkt auf dem Flughafen Olbia und zwei EC145 in Cagliari und Alghero. Davor behalf man sich mit einem in Alghero stationierten Hubschrauber der Feuerwehr sowie mit Militärhubschraubern aus Decimomannu und Salto di Quirra, die bei Bedarf auch weiterhin angefordert werden können und vor allem SAR-Einsätze auf See übernehmen.

### Sonstige
Such- und Rettungsaufgaben über dem Mittelmeer übernimmt weitgehend das 15. Hubschrauber-Geschwader der italienischen Luftwaffe, in manchen Abschnitten wird es dabei auch von Hubschraubern der Marine und der Küstenwache unterstützt. Bei Bedarf operieren das 15. Geschwader und andere Einheiten auch im Landesinneren, insbesondere bei Nacht.